# Juan Mora
Juan Manuel Mora Méndez (ur. 24 czerwca 1958) – meksykański zapaśnik walczący w stylu klasycznym. Zajął 25 miejsce na mistrzostwach świata w 1991. Dwukrotny medalista igrzysk panamerykańskich, srebrny w 1987. Zdobył pięć medali na mistrzostwach panamerykańskich. Drugi na igrzyskach Ameryki Środkowej i Karaibów w 1986 i 1990, a także na mistrzostwach Ameryki Centralnej w 1984 i 1990 roku.